# Thomas H. Gale House
Das Thomas H. Gale House oder einfacher Thomas Gale House ist ein Haus in dem Chicagoer Vorort Oak Park im US-Bundesstaat Illinois. Es wurde von dem berühmten US-amerikanischen Architekten Frank Lloyd Wright im Jahre 1892 entworfen und ist ein Beispiel seines Frühwerkes. Das Haus wurde von Wright nebenbei projektiert, als er noch bei Adler und Sullivan beschäftigt war. Das Haus ist deswegen bedeutend, weil es über die frühe Entwicklungsperiode Wrights Aufschluss gibt. Es gilt seit 1973 als Contributing Property eines Historic Districts und wurde 2002 zu einer Landmarke in Oak Park erhoben.

## Geschichte
Das Thomas H. Gale House ist neben dem Robert P. Parker House und dem Walter Gale House eines von drei Häusern Wrights entlang der Chicago Avenue in Oak Park, die als sogenannte „Bootleg Houses“ bekannt wurden. Sie wurden von Wright unabhängig entworfen, als er noch bei Adler and Sullivan beschäftigt war. Architekt Louis Sullivan hatte Wright Geld zum Bau dessen eigenen Wohnhauses geliehen, das von Wright praktisch abgearbeitet wurde (Sullivan wünschte keine unabhängige Tätigkeit Wrights). Das Thomas Gale House ähnelt stark dem Robert P. Parker House, und insgesamt hat Wright mindestens acht dieser Häuser als Feierabendarbeit entworfen, obwohl er noch bei Sullivan unter Vertrag stand. Als Sullivan von diesen Nebenprojekten erfuhr, Ende 1892 oder zu Beginn des Jahres 1893, entließ er Wright. Das Thomas Gale House ist eines von mindestens vier dieser Gebäude, die noch stehen (die Zahl schwankt allerdings je nach verfügbarer Quelle).
Die drei Häuser waren Teil einer Serie, deren Häuser sich geringfügig unterschieden, aber nahezu identische Grundrisse aufwiesen. Es handelte sich dabei um die bereits erwähnten Häuser, die Wright für Walter Gale und Robert Parker entworfen hatte, das sich ebenfalls in Oak Park befindliche Francis Woolley House, sowie das Robert G. Emmond House in La Grange, Illinois. Thomas H. Gale, ein bekannter Einwohner von Oak Park kaufte von seinem Vater Edwin sechs benachbarte Bauplätze an der Chicago Avenue, als er 1891 Laura Robeson heiratete. Er wählte Wright als Architekten. Baubeginn war Juli 1892. Die geplanten Baukosten beliefen sich auf 3000 US-Dollar. Das frischverheiratete Ehepaar lebte mit Thomas Gales Eltern, bis ihr eigenes Haus fertiggestellt war. Im Jahr darauf erwarb Thomas Bruder Walter das Nachbargrundstück und beauftragte Wright, für ihn ebenfalls ein Haus zu planen, dies aber erst, nachdem Wright Adler und Sullivan verlassen hatte.

## Architektur

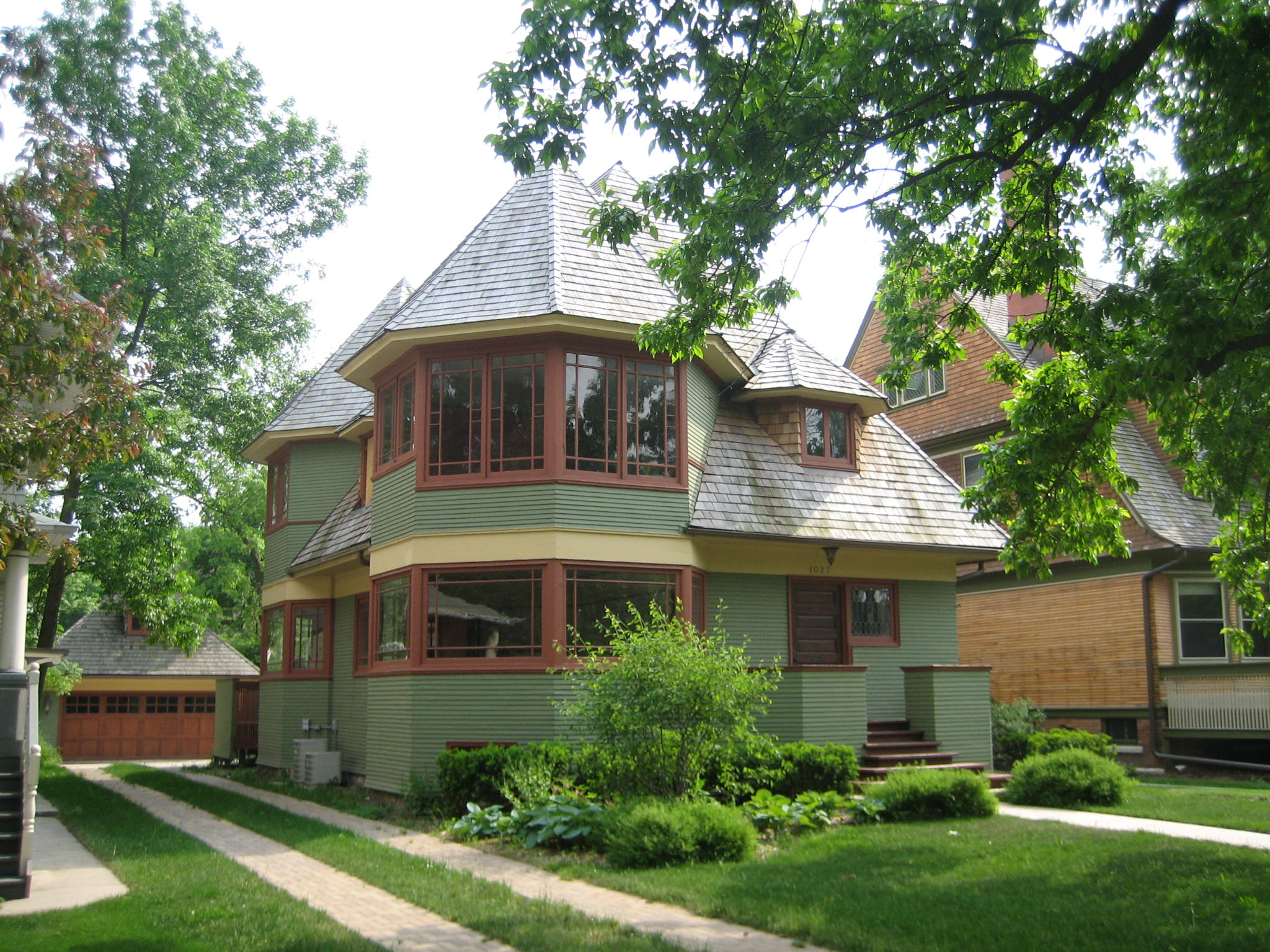

Das Aussehen von Thomas Gales und Robert Parkers Häusern – eingeschränkt gilt dies auch für das Haus Walter Gales – war von dem aufwändigeren Emmond-Haus in La Grange angeleitet. Alle drei Wohnhäuser zeichnen sich durch unregelmäßige Dächer mit hochgezogenen und polygonalen Gauben aus. Das Thomas-Gale-Haus reflektierte dabei den Stil von Wrights erstem Lehrer Joseph Silsbee. Sullivans Einfluss wiederum ist in der unbewegten Massigkeit des Hauses erkennbar, seine Denkweise der „geometrischen Vereinfachung“ ist in dem Entwurf des Parker-Hauses offensichtlich. Obwohl beide Häuser grundsätzlich im Queen Anne Style ausgeführt sind, hat das Parker-Haus üppiger gerundete Formen, als es bei den meisten Queen-Anne-Häusern üblich war, die zu dieser Zeit gebaut wurden.
Die geringe Größe des Thomas Gale House täuscht über dessen Geräumigkeit hinweg. Die Erkertürmchen haben Wände, bei denen mehr als die Hälfte der Flächen aus Fenstern besteht. Der Kamin ist in der Mitte des Hauses angesiedelt, wodurch erreicht wird, dass dadurch zwei Räume bedient und geheizt werden können, das Empfangszimmer und das Esszimmer. Die seitlichen Fronten des Hauses sind symmetrisch, aber die benachbarte Bebauung ist zu nahe, um dies deutlich erkennen zu lassen.
Das Haus basiert auf einem rechteckigen Grundriss und wird durch einen steinernen Sockel unterstützt. Die Außenhülle wird durch hölzerne Schindeln gebildet. Das Gebäude hat ein hochgezogenes Walmdach mit polygonalen Gauben, einem Ziegelschornstein und überhängenden Dachtraufen (ein Merkmal, das später für Wrights Prairie Style üblich wurde). An den nordöstlichen und südöstlichen Ecken des Gebäudes befinden sich Tourellen mit konischen Dächern. Die in waagrechten Streifen angeordneten Erkerfenster (ein weiteres übliches Element des Prairie style) sind eine Mischung von Flügelfenster und unbeweglichen Fenstern. Die derzeitige Terrasse auf der Vorderseite hat eine nicht ursprüngliche Version mit eisernen Geländern ersetzt, die auf den Abbildungen des architektonischen Führers des Frank Lloyd Wright Preservation Trusts zu sehen ist. Die Frontfassade hat ebenfalls eine Dachgaube mit einem Paar Flügelfenster.

## Bedeutung
Obwohl das Gebäude klein und mit preisgünstigen Details verziert ist, hat das Thomas Gale House, genauso wie das Parker House, eine wichtige Bedeutung im Werk Frank Lloyd Wrights, weil es über seine Entwicklung als Architekt Aufschluss gibt. Das Haus wurde als Contributing Property des Frank Lloyd Wright-Prairie School of Architecture Historic District am 4. Dezember 1973 in das National Register of Historic Places aufgenommen. Am 18. November 2002 wurde das Thomas Gale House zu einer Landmarke von Oak Park erklärt.
Auf den ersten Blick scheint das Thomas Gale House, wie auch die anderen seiner Gebäude aus dieser Zeit, einen Rückschritt darzustellen, im Vergleich zu Wrights James Charnley House, da er dabei auf Baustile wie Colonial Revival, Queen Anne und Dutch Colonial zurückgriff. Die Häuser zeigen allerdings Wrights wachsende Individualität dadurch, wie er überkommene Stile an seine eigene Sicht anpasst; das Thomas Gale und Parker House stellen eine stromlinienförmige Fassung des Queen Anne Styles dar. Die Häuser vereinen Merkmale der Quaderbauweise, die später zu einem Erkennungszeichen des vollentwickelten Prairie Styles Wrights wurde.